# Phyllonorycter acerifoliella
Phyllonorycter acerifoliella là một loài bướm đêm thuộc họ Gracillariidae. Nó được tìm thấy ở Thuỵ Điển to Pyrenees, Ý, Albania và Bulgaria và từ Đại Anh đến phía nam Nga.
Ấu trùng ăn Acer campestre và Acer tataricum. Chúng cuộn lá làm tổ. 